# Kulturåret 1735

## Födda
- 2 april - Ulrika Pasch död (1796), svensk konstnär.
- 10 juli - Giovanni Bertati död (1815), italiensk librettist.
- 5 september - Johann Christian Bach död (1782), tysk tonsättare.
- okänt datum - Caroline Thielo död (1754), dansk skådespelare